# Скупчення Малий Вулик
Скупчення Малий Вулик (також відоме як Мессьє 41 та NGC 2287) є розсіяним скупченням в сузір'ї Великого Пса.

## Історія відкриття
Скупчення було відкрито Джованні Баттіста Годіерна до 1654. Можливо, було відомо Арістотелем близько 325 р. до н. е..

## Цікаві характеристики
М41 знаходиться близько до Сіріуса (4 градуси практично точно на південь) і містить близько 100 зірок. Серед них є кілька червоних гігантів, найяскравіша з яких спектрального класу К3 розташована біля центру скупчення. Скупчення віддаляється від нас зі швидкістю близько 34 км/с. Передбачуваний вік скупчення лежить між 190 і 240 мільйонами років.

## Спостереження

Розсіяне скупчення M41в сузір'ї Великого Пса

М41 не часто спостерігають любителі астрономії північної півкулі. Занадто невисоко над горизонтом, та ще в найхолоднішу пору року воно з'являється на нашому північному небі. У той же час це одне з найкрасивіших розсіяних скупчень і заради нього варто померзнути за містом! «Малим вуликом» його назвали через схожість на M44, яке називають «Ясла» або (рідше) «Вулик».
М41 легко знаходиться в приблизно 4 градусах на південь від Сіріуса — найяскравішої із зір північного неба. На хорошому небі, неозброєним оком (саме так його спостерігав Аристотель) скупчення видно у вигляді округлої туманної хмарки. У бінокль чи шукач телескопа М41 розпадається приблизно на десяток зір. А в невеликий телескоп при помірному збільшенні воно заповнює все поле зору окуляра майже сотнею різних за блиском зір. Найяскравіші з них здебільшого оранжево-жовті, тьмяніші — білі. У південно-західній частині прямолінійний астеризм з трьох-чотирьох зір. Безліч інших ланцюжків. Добрий об'єкт для спостереження навіть на засвічену небі.

### Сусіди по небу з каталогу Мессьє
- M93 — (на схід, в Кормі) не дуже яскраве розсіяне скупчення;
- M46 — (на північний схід, також у Кормі) цікаве скупчення з планетарною туманністю;
- M47 — (на північний схід, близько M46) гарне розсіяне скупчення із досить яскравих зір з кратною зорею в центрі;
- M50 — (на північ, у Єдинорога) не таке яскраве, але компактне і заслуговує на увагу скупчення;
- M79 — (на захід, в Зайці) не яскраве рідко спостерігається кулясте скупчення

### Послідовність спостереження в «Марафоні Мессьє»
… М37 → М35 →М41 → М50 → М93 …

## Навігатори
Координати:  06г 46.0м 00с, −20° 46′ 00″